# Comté de Stonewall
Le comté de Stonewall, en anglais : Stonewall County, est un comté situé au nord de la partie centrale de l'État du Texas aux États-Unis.  Fondé le 19 novembre 1876, son siège de comté est la ville de Aspermont. Selon le recensement de 2020, sa population est de 1 245 habitants. Le comté a une superficie de 2 383 km2, dont 2 373 km2 en surfaces terrestres. Il est nommé en l'honneur de Thomas Jonathan Jackson, dit Stonewall, un général de l'Armée des États confédérés.

## Organisation du comté
Le comté est fondé le 19 novembre 1876, à partir des terres des comtés de Haskell et Young. Après avoir été rattaché au comté de Young, puis à celui de Throckmorton, il est définitivement organisé et autonome, le 20 décembre 1888.
Le comté est baptisé en l'honneur de Thomas Jonathan Jackson, surnommé Stonewall, général de la Confédération durant la guerre de Sécession,.

## Géographie
Le comté de Stonewall se situe au nord de la partie centrale de l'État du Texas, aux États-Unis,.
Il a une superficie totale de 2 383,3 km2, composée de 2 373,2 km2 de terres et de 10,1 km2 de zones aquatiques.

## Comtés adjacents
|               | Comté de King      |                  |
| Comté de Kent | comté de Stonewall | Comté de Haskell |
|               | Comté de Fisher    | Comté de Jones   |

## Démographie

Pyramide des âges du comté de Stonewall (2000).

Lors du recensement de 2010, le comté comptait une population de 1 490 habitants. Elle est estimée, en 2017, à 1 388 habitants,.